# Reidar Otto
Reidar Otto (* 9. Dezember 1890 in Chicago, Illinois; † 10. Mai 1959 in Oslo) war ein norwegischer Theaterregisseur.

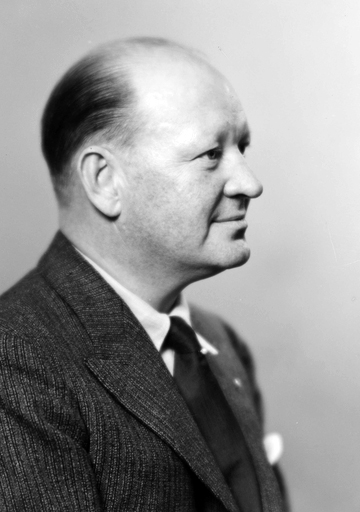
Reidar Otto im Jahr 1934

Otto wurde 1890 in Chicago als Sohn des Schauspielers und Theaterregisseurs Harald Otto sowie der Schauspielerin Ignatzia Otto geboren. Später studierte er Regie und Gebärdensprache an Universitäten in Dresden, Rom und Stockholm. 1916 wurde er Direktor des Norwegischen Studententheaters und 1919 Co-Direktor des Zentraltheaters zusammen mit seinem Vater Harald Otto, der es 1902 übernommen hatte. Reidar Otto leitete das Theater von 1928 bis 1948 und übergab es dann an seinen Sohn. Die Leitung des Theaters durch die Familie endete 1959, dem Jahr, in dem Reidar Otto starb. Er war mit der Schauspielerin Sigrun Otto verheiratet.